# 足達襄
足達 襄（あだち じょう、1911年 - 1999年）は、日本の洋画家。独立美術協会会員。

## 経歴
福岡市に生まれる。1928年福岡県中学修猷館を卒業。上京して、1930年帝国美術学校（現・武蔵野美術大学）に入学。
1931年独立美術協会が主催する第1回独立展に初入選。以後連続入選を重ね、1943年の第13回独立展において独立賞を受賞し、1948年に独立美術協会会員となる。この間、福岡独立作家協会結成にも参加している。
戦後帰郷し、郷里に近い太宰府のアトリエで36年間創作活動を行い、以降も毎年福岡から出品を続け、精力的な芸術活動を行う。地域の美術振興にも力をそそぎ、福岡県美術協会再興や筑紫芸術院結成に尽力。福岡県美術協会では1977年から1984年まで会長、筑紫芸術院では院長を務め、福岡市美術展運営委員長を勤めるなど、地元美術界のリーダー的存在として大きな役割を果たした。豊麗な色彩による装飾性豊かな画面構成を特徴とする。
1980年福岡県教育文化功労賞、1982年第7回福岡市文化賞を受賞。1984年勲五等瑞宝章を受章。